# Simpson Horror Show XXV
Simpson Horror Show XXV (Spécial d'Halloween XXV en version québécoise ou Treehouse of Horror XXV en version originale) est le quatrième épisode de la vingt-sixième saison de la série télévisée Les Simpson. Il est diffusé pour la première fois sur le réseau Fox aux États-Unis le 19 octobre 2014.
Cet épisode, comme les autres spéciaux d'Halloween, les Simpson Horror Shows, est divisé en trois segments indépendants. Dans le premier L'école c'est l'enfer, Bart découvre son école idéale en Enfer. Dans Jaune mécanique, Moe dirige un gang à la Orange mécanique. Enfin dans Les Autres, la famille Simpson est visitée par une ancienne version d'eux-mêmes.
Un court extrait de l'épisode est montré pour la première fois au Comic-Con de San Diego en juillet 2014, et le show runner Al Jean donne une entrevue sur le segment Les Autres en septembre de la même année. Ce dernier segment présente une séquence dans laquelle la famille Simpson est animée dans le style de plusieurs autres franchises médiatiques, et John Ratzenberger prête sa voix à une version d'Homer générée par ordinateur.
L'épisode est regardé par 7,76 millions de téléspectateurs. Il reçoit un accueil positif de la part des critiques, même si les avis sont partagés sur les segments les plus forts, et que les points de vues divergent quant à la qualité des références à l'œuvre de Stanley Kubrick dans Jaune mécanique. Simpson Horror Show XXV est nommé pour le Primetime Emmy Award du meilleur programme d'animation.

## Synopsis
L'épisode s'ouvre avec Kang et Kodos narrant une ouverture à la Johnny Carson (avec des extraits des épisodes classiques des Horror Shows). Toutes les célébrités invitées annoncées (comme Clint Eastwood, George Clooney et John Travolta) ont été tuées et utilisées pour épeler le titre de l'épisode.

### L'école c'est l'Enfer
Le principal Skinner a mis une heure de colle à Bart. En époussetant un bureau, il trouve une inscription en araméen. Lisa utilise une application pour la traduire, ce qui les transfère immédiatement en Enfer. L'Enfer n'est autre qu'une école. Bart excelle alors dans toutes les matières diaboliques qui y sont étudiées : la torture, la destruction et l'assurance que les règles de la Ligue majeure de baseball garantissent la domination sans fin des Yankees de New York. Il demande à ses parents s'il peut y étudier en permanence. Pour son examen final, il doit torturer Homer. Malgré l'hésitation de Bart, son père le laisse faire. Ce dernier, défiguré, regarde fièrement Bart sortir diplômé de l'école de l'Enfer en tant que « junior de la promotion ».

### Jaune mécanique
À Londres, Moe fait partie d'un gang à la manière d'Orange mécanique en compagnie de Lenny, Carl et Homer. Homer tombe amoureux d'une fille (Marge) qui le convainc d'arrêter ses aventures, ce qui mène à la fin du gang. Des années plus tard, Moe est attaqué chez lui avec un mode opératoire proche de son ancien gang. Il demande alors à Homer de rassembler ce dernier. Lenny et Carl, devenus policiers, les rejoignent. Ils attaquent un bal masqué à la manière de Eyes Wide Shut et plusieurs autres films de Stanley Kubrick sont parodiés dans une séquence de combat (2001, l'Odyssée de l'espace, Full Metal Jacket et Barry Lyndon). Lorsque Moe est battu par deux invités du bal, il raconte qu'il est « battu [et] meurtri » et qu'il n'a « pas emballé dans une orgie » mais qu'il est heureux d'être de retour avec son ancien gang. On voit alors Kubrick dans une salle de montage demandant aux producteurs que l'intégralité du film soit refaite.

### Les Autres
Dans une parodie du film Les Autres, la famille Simpson trouve, de manière inexpliquée, des milkshakes glacés au chocolat et leur télévision ne diffusant que Mariés, deux enfants. Après avoir été dérangé dans son sommeil par un fantôme, Homer invoque les esprits, qui se révèlent être les anciennes versions d'eux-mêmes issues du Tracey Ullman Show. Homer est attiré par le fantôme de Marge qui le préfère à l'ancien Homer plus grincheux. La Marge vivante, jalouse, se tue pour devenir un fantôme, en mettant sa tête dans le four. Le fantôme d'Homer devient jaloux et matraque le Homer vivant avec un grille-pain alors qu'il est dans sa baignoire, provoquant sa noyade et le faisant réapparaître sous la forme d'un fantôme. Bart saute vers un arbre pour échapper aux fantômes, mais quand Lisa le poursuit, elle rate l'arbre et tombe au sol, se tuant sur le coup. Son fantôme étouffe alors Bart avec sa fronde pour se venger, le faisant également tomber au sol, s'écrasant et mourant instantanément avant de devenir un fantôme à l'amertume prononcée. Willie le jardinier prend les cadavres des enfants pour en faire un ragoût et il est sous-entendu qu'il a assassiné Maggie. Après avoir rencontré le Dr Marvin Monroe, qui est dans les limbes spirituels et ne peut pas traverser complètement les murs, Marge règle ses différends avec son homologue plus âgée et les deux femmes forcent Homer à choisir l'une d'entre elles. Homer choisit sa femme des temps modernes, plutôt que le fantôme plus ancien, après qu'elle l'ait conquis avec un discours émouvant. Le lendemain matin, à la table du petit-déjeuner, Lisa se demande s'il pourrait y avoir d'autres incarnations des Simpson et c'est alors qu'une série de famille Simpson basée sur d'autres médias animés est présentée, notamment : à la manière d'un Pixar, à la manière d'un anime japonais, dans le style des séries Adventure Time, South Park ou Archer, ou encore dans le style des créations de Sylvain Chomet, ou en Lego et en Minions. Le segment se termine avec la version originale d'Homer en train d'essayer en vain de photographier un bon portrait des deux familles réunies.

## Production et références culturelles

Jaune mécanique fait référence aux films de Stanley Kubrick, notamment Orange mécanique.

Un extrait du segment Jaune mécanique est diffusé en avant-première au Comic-Con de San Diego en juillet 2014. Le producteur délégué, Al Jean, s'exprime pour Entertainment Weekly en septembre 2014, au sujet du troisième segment de l'épisode, et de la différence de voix entre les anciennes et actuelles versions des personnages. Il déclare que même si le public se souvient mieux de l'évolution de l'interprétation d'Homer par Dan Castellaneta, la voix de Nancy Cartwright pour Bart a changé également, car « elle était dans le registre grave, vous pouvez en saisir la différence dans ce segment. C'était vraiment drôle d'avoir l'interaction [entre les deux versions des Simpson] et pour les acteurs de voir l'évolution de leurs voix. Ce qui est bien, c'est que nous n'avons pas eu à leur demander : nous avions déjà retrouvé le casting embauché pour Les Simpson du Tracey Ullman Show ». Il révèle également que le segment développe un épisode précédent qui impliquait que les Simpson du Tracey Ullman Show avaient été assassinés et enterrés sous la maison familiale, déclarant que « si les gens veulent un véritable bain de sang à Halloween, il l'ont ».
Dans le premier segment Bart invoque Hot Stuff le diablotin, qui a été condamné à l'Enfer parce que ses bandes dessinées « ne plaisent pas ». Le deuxième segment de cet épisode, intitulé Jaune mécanique, parodie le film Orange mécanique de Stanley Kubrick, et fait références à ses autres films, dont Eyes Wide Shut, 2001, l'Odyssée de l'espace, Barry Lyndon et Full Metal Jacket. Dans la dernière scène du troisième segment, Lisa se demande s'il est possible qu'« une entité de marketing malfaisante » puisse produire des millions d'autres version des Simpson. La famille est alors reproduite dans les styles d'animation de nombreuses autres séries dont Adventure Time, Archer et South Park, et également dans le style des animes japonais, des Minions de Moi, moche et méchant et des versions alternatives issues d'autres épisodes des Simpson. Un Homer réalisé en images de synthèse est doublé par un acteur invité, voix régulière des films Pixar, John Ratzenberger.

## Accueil

### Audiences
Lors de sa première diffusion l'épisode a attiré 7,76 millions de téléspectateurs, une augmentation de 0,31 million par rapport à l'épisode de la semaine précédente, Super franchise-moi,. Il s'agit du deuxième programme le plus vu sur la Fox cette soirée-là, après The OT. Avec une note de 3,5 sur 5, l'épisode est le programme scripté le mieux noté de la soirée sur les quatre réseaux principaux, par les téléspectateurs âgés de 18 à 49 ans, il n'est battu que par Football Night in America de la NBC.

### Critiques
L'épisode reçoit des critiques positives. Dennis Perkins du A.V. Club lui donne un B, saluant la qualité de l'animation des deux premiers segments, tout en concluant que le troisième est le moins bon. Il est impressionné par la façon dont les références à l'œuvre de Kubrick sont utilisées dans le deuxième segment, sans être une simple « liste superficielle », et par le fait que le désarrois du réalisateur à la fin a un véritable « aplomb comique ». Écrivant pour le New York Daily News, Don Kaplan donne à l'épisode une note de quatre étoiles sur cinq, élisant le troisième segment comme le meilleur et qualifiant l'hommage à Kubrick de « intelligent et absurde ». Alex Strachan de Canada.com du Postmedia News exprime une critique plus mitigée. Le deuxième segment est son préféré et il trouve les deux autres moyens, déclarant notamment que les références à Kubrick « sont un peu trop privées et complaisantes à leur propre détriment ». Il conclut qu'« il y a un quelque chose pour tout le monde dans le Simpsons Horror Show XXV, un peu comme un sac de bonbons d'Halloween ».

### Nominations
L'épisode est nommé à la 67e cérémonie des Primetime Emmy Awards, dans la catégorie du meilleur programme d'animation, perdant face à la mini-série de Cartoon Network, La Forêt de l'Étrange,.